# Kunbir ikuoi
Kunbir ikuoi là một loài bọ cánh cứng trong họ Cerambycidae.